# HY-130
HY-130 (High Yield 130) – rodzaj stali zdolnej do wytrzymania naprężeń o sile 130 000 PSI (ok. 900 MPa).